# Kelli Garner
Kelli Brianne Garner (Bakersfield (Californië), 11 april 1984) is een Amerikaanse actrice.

## Biografie
Garner werd geboren in Bakersfield (Californië) maar groeide op in Thousand Oaks, nu woont zij in Calabasas.

## Filmografie

### Films
Uitgezonderd korte films.
- 2021 Body of the Mined - als Mallory
- 2021 What Josiah Saw - als Mary Milner
- 2019 Godzilla: King of the Monsters - als Argo agente Cross
- 2016 Americana - als Kate
- 2015 One More Time - als Corinne
- 2013 Two Wrongs – als Jenny
- 2013 Horns – als Glenna
- 2011 The Lie – als Brianna
- 2010 Going the Distance – als Brianna
- 2009 G-Force – als Marcie
- 2009 Taking Woodstock – als VW meisje
- 2008 Red Velvet – als Linda
- 2007 Lars and the Real Girl – als Margo
- 2007 Normal Adolescent Behavior – als Billie
- 2006 Return to Rajapur – als Samantha Hartley / Samantha Doyle
- 2006 Dreamland – als Calista
- 2005 Piggy Banks – als Archer
- 2005 London – als Maya
- 2005 Man of the House – als Barbara Thompson
- 2005 Thumbsucker – als Rebecca
- 2005 The Toast – als bruid
- 2004 The Aviator – als Faith Domergue
- 2002 Outside – als het meisje
- 2002 Hometown Legend – als Josie
- 2002 Love Liza – als Huffer meisje
- 2001 Bully – als Heather Swallers
- 2000 Time Share – als Kelly de strandmeisje
- 2000 This Is How the World Ends – als kerstmis

### Televisieseries
Uitgezonderd eenmalige gastrollen.
- 2022 American Gigolo - als Claire - 2 afl.
- 2019 The Enemy Within - als Kate Ryan - 13 afl.
- 2015 The Secret Life of Marilyn Monroe - als Marilyn Monroe - 2 afl.
- 2014 - 2015 Looking - als Megan Murray - 2 afl.
- 2011 – 2012 Pan Am – als Kate Cameron – 14 afl.
- 2010 My Generation – als Dawn Barbuso – 5 afl.
- 2001 – 2002 Grounded for Life – als Tracey – 2 afl.

- Gemeinsame Normdatei: 1019194499
- International Standard Name Identifier: 0000 0000 4704 2014
- Library of Congress Control Number: no2008064066
- MusicBrainz: 501a9b5e-de41-487c-8396-4bf33b427132
- Nationale Bibliotheek van Israël: 987007453758005171
- Nationale Bibliotheek van Polen: a0000002390446
- Virtual International Authority File: 58889888
- WorldCat: E39PBJbxFxFpy3bfYvypC4hWDq